# أولغا ساندبرغ
أولغا ساندبرغ (بالسويدية: Olga Götilda Katarina Sandberg)‏ هي راقصة باليه سويدية، ولدت في 1844 في ستوكهولم في السويد، وتوفيت في 1926.